# Zalkerveer

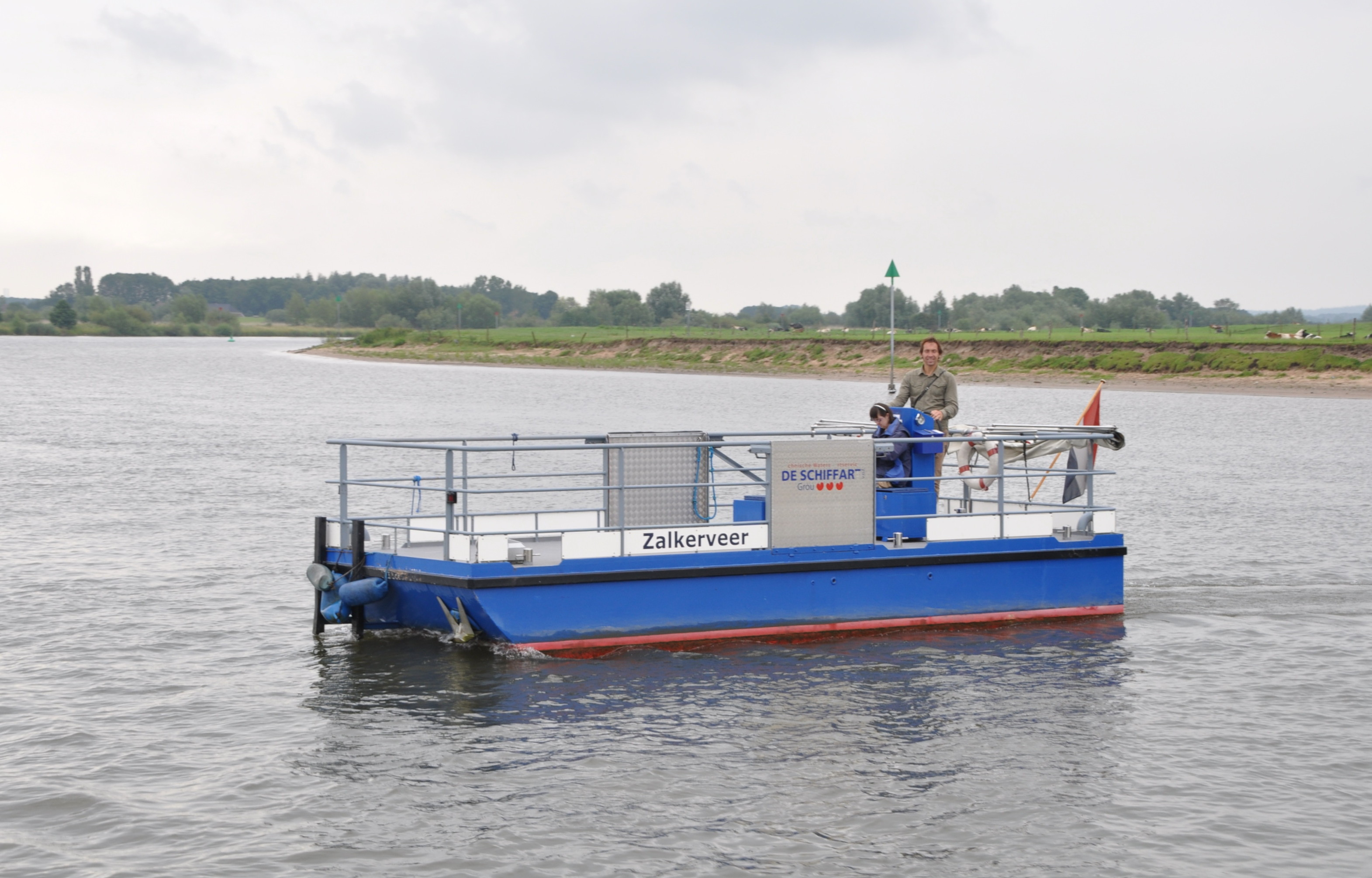
Het Zalkerveer

Het Zalkerveer is een fiets- en voetveer over de rivier de IJssel tussen de Nederlandse dorpen 's-Heerenbroek en Zalk. Sinds 1996 wordt de voetveerverbinding gerund door mensen met een verstandelijke beperking. Een theehuis aan 's-Heerenbroeker kant van de IJssel behoort ook tot het project dat sinds 2007 onderdeel uitmaakt van de Stichting Philadelphia Zorg.
Het veer met theehuis bevinden zich aan de 's-Heerenbroekse zijde van de rivier, namelijk aan de Veecaterdijk. In tegenstelling tot wat de naam zou kunnen doen vermoeden is Zalk dus niet de thuislocatie van het project.

## Veerpont
De eeuwenoude voetveerverbinding over de IJssel tussen 's-Heerenbroek (noordoever) en Zalk (zuidoever) is in 1996 overgenomen door de Stichting Dagverblijven voor Gehandicapten te Kampen en omstreken (SDGK). De oude veerbaas, Gait Woning, stopte ermee en het pontje dreigde te worden opgeheven. In samenwerking met de gemeente IJsselmuiden (tegenwoordig gemeente Kampen) heeft de SDGK het project 'Zalkerveer' gestart. De oude roeiboot werd vervangen door een motorboot met kajuitje: een voormalig onderhoudsscheepje van Rijkswaterstaat. Dit gele scheepje kreeg de naam Kleine Veer 2, want het Kleine Veer 1 bestond al, namelijk als verbinding over de IJssel tussen Hattem en Zwolle.
De naam van het pontje werd in 2003 officieel veranderd in Zalkerveer. In 2006 werd het gele scheepje vervangen door een moderne pont. Bij aankomst van de nieuwe boot in 's-Heerenbroek was er de nodige media-aandacht. Zo heeft RTL 4 er een item aan gewijd. Ook RTV Oost en het Nieuw Kamper Dagblad hebben er aandacht aan besteed. De huidige pont is gebouwd door scheepswerf De Schiffart in het Friese Grouw. Speciaal voor de snel stromende IJssel is ze voorzien van een extra krachtige Vetus-dieselmotor.

#### Vaartijden

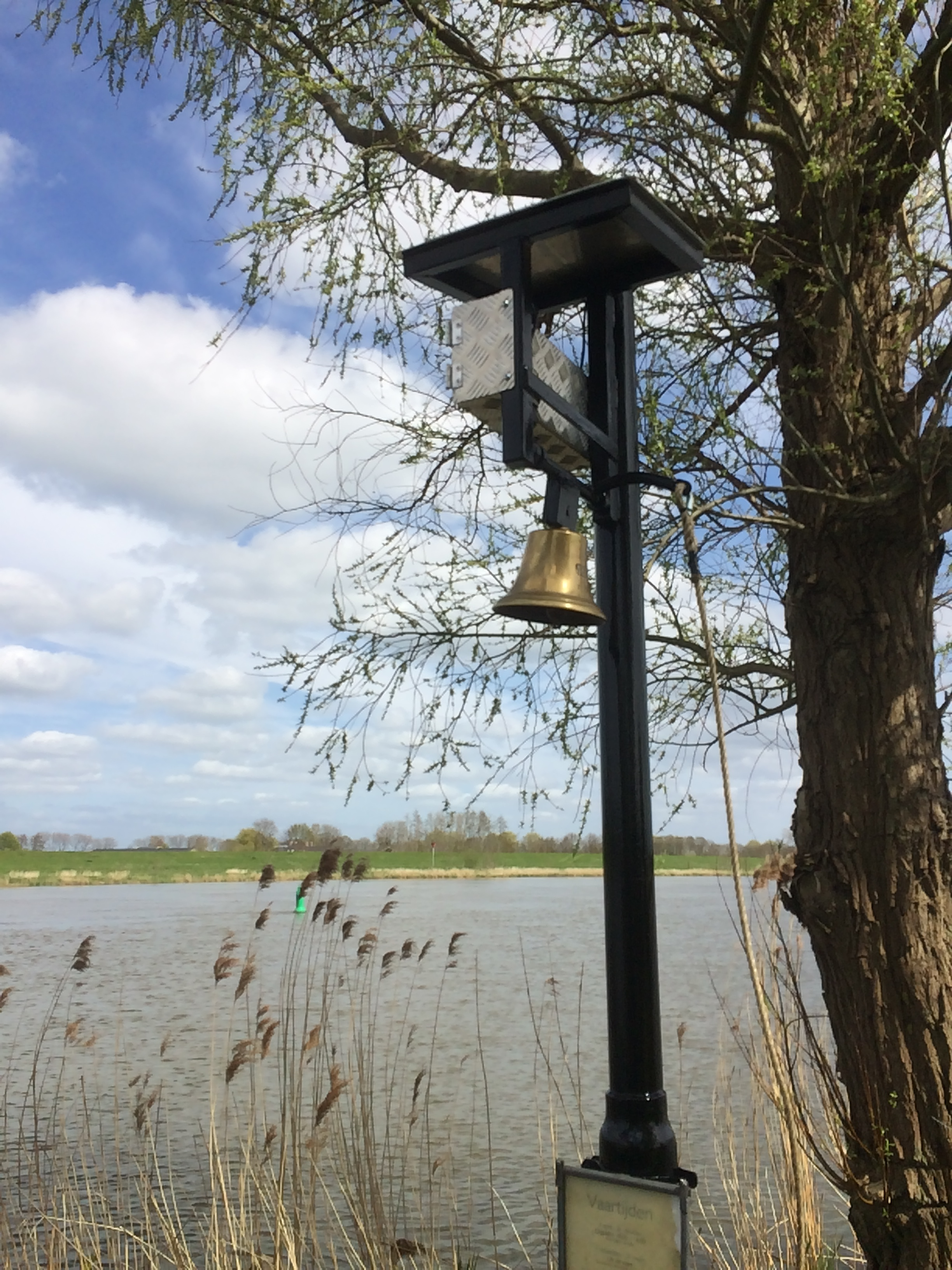
Bel voor het Zalkerveer bij Zalk, Nederland

Mensen worden overgezet op afroep. Dat wil zeggen dat men zich aan 's-Heerenbroeker zijde meldt voor een overtocht in het theehuis. Aan Zalker zijde hangt een bel om het varend personeel op te roepen. De overtocht duurt ongeveer 3 minuten.
Op de zondagen wordt het pontje bevaren door ervaren vrijwilligers. 's Zondags maken ook kerkgangers uit 's-Heerenbroek gebruik van de veerverbinding. Daarnaast is het Zalkerveer in trek bij de lokale bevolking die op het strandje aan Zalkerzijde van de IJssel wil recreëren.
Het Zalkerveer is van 1 april tot en met 31 oktober dagelijks in de vaart. Buiten deze periode wordt de boot door de medewerkers onderhouden op een werf.

## Theehuis
Op 11 november 1996 heeft toenmalig minister van Verkeer & Waterstaat Annemarie Jorritsma-Lebbink het succes van het Zalkerveer bekroond met het startsein voor de bouw van het theehuis aan 's-Heerenbroeker zijde van de IJssel. In de tussenliggende bouwperiode hebben twee aan elkaar gekoppelde bungalows onder aan de dijk (binnendijks) gefungeerd als tijdelijk theehuis. Inmiddels werkte al een kleine groep mensen met een verstandelijke beperking, onder begeleiding, bij het nieuwe project. Hun functie omvatte het verkopen van overgangsbewijzen voor het Zalkerveer, het bedienen van mensen in het theehuis en het onderhouden van het terrein rondom het project.
In 1997 werd het nieuwe 'gele' theehuis geopend, dat door een loopsteiger verbonden is met het fiets- en wandelpad op de Veecaterdijk. Op deze steiger heeft men een terras gecreëerd met uitzicht op de rivier. Het interieur van het theehuis werd in 2003 verbouwd.

## Fiets- en wandelroutes
Het Zalkerveer is een belangrijke voetveerverbinding over de IJssel, halverwege de IJsseldijken tussen Kampen en Zwolle. Het wordt in veel wandel- en fietsroutes als verkorting gebruikt en ook zijn er nieuwe routes ontstaan die speciaal via of langs het Zalkerveer lopen. Zo is er de fiets- en wandelroute  Rondje Pontje. In deze route gaat men van Zwolle naar 's-Heerenbroek over de noordelijke IJsseldijk (Veecaterdijk) waar men bij het Zalkerveer de oversteek maakt. Aan de andere kant van de rivier fietst men dan via Zalk naar Hattem waar men een tweede voetveer neemt, de pont tussen Hattem en Oldeneel bij Zwolle.

#### Wandelroutes
- Hanzestedenpad, streekpad RP 11 (totaal 164 km)
- Rondje Pontje (Zalkerveer – Hattemmerveer) (20 km)

#### Fietsroutes
- LF15 Boerenlandroute (totaal 200 km)
- LF3 Hanzeroute (totaal 135 km)
- Polderroute (103,5 km)
- Langs kolken in IJsseldelta (42 km)
- Mastenbroekroute (39 km)
- Rondje Zwolle (1.5 km van route af) (37 km)
- Zalkerveer route (25 km) (VVV Zwolle)
- Rondje Pontje (Zalkerveer – Hattemmerveer) (20 km)